# Okręg wyborczy Taunton
Okręg wyborczy Taunton powstał w 1295 r. i wysyłał do angielskiej, a następnie brytyjskiej, Izby Gmin dwóch deputowanych. W 1885 r. liczbę mandatów przypadających na okręg zmniejszono do jednego. Okręg obejmuje miasto Taunton w hrabstwie Somerset.

## Deputowani do brytyjskiej Izby Gmin z okręgu Taunton

### Deputowani w latach 1295–1660
- 1586–1588 – Francis Bacon
- 1592 – William Aubrey

### Deputowani w latach 1660–1885
- 1660–1679 – William Wyndham
- 1660–1661 – Thomas Gorges
- 1661–1679 – William Portman
- 1679–1685 – John Trenchard
- 1679–1680 – John Cutler
- 1680–1685 – Edmund Prideaux
- 1685–1690 – William Portman
- 1685–1690 – John Sanford
- 1690–1710 – Edward Clarke
- 1690–1698 – John Speke
- 1698–1701 – Henry Seymour Portman
- 1701–1715 – Francis Warre
- 1710–1715 – Henry Seymour Portman
- 1715–1722 – William Pynsent
- 1715–1727 – James Smith
- 1722–1724 – John Trenchard
- 1724–1727 – Abraham Elton
- 1727–1734 – George Speke
- 1727–1741 – Francis Fane
- 1734–1741 – Henry William Berkeley Portman
- 1741–1747 – John Chapman
- 1741–1745 – John Buck
- 1745–1747 – Percy Wyndham-O’Brien, torysi
- 1747–1750 – Charles Wyndham
- 1747–1754 – Robert Webb
- 1750–1754 – William Rowley
- 1754–1762 – George Carpenter, 1. hrabia Tyrconnell
- 1754–1754 – John Halliday
- 1754–1768 – Robert Maxwell, 1. hrabia Farnham
- 1762–1768 – Laurence Sulivan
- 1768–1774 – Alexander Popham
- 1768–1775 – Nathaniel Webb
- 1774–1775 – Edward Stratford
- 1775–1784 – John Halliday
- 1775–1780 – Alexander Popham
- 1780–1782 – John Roberts
- 1782–1800 – Benjamin Hammett
- 1784–1796 – Alexander Popham
- 1796–1806 – William Morland
- 1800–1812 – John Hammet
- 1806–1826 – Alexander Baring, torysi
- 1812–1818 – Henry Powell Collins
- 1818–1819 – William Burroughs
- 1819–1820 – Henry Powell Collins
- 1820–1826 – John Ashley Warre
- 1826–1830 – Henry Seymour
- 1826–1830 – William Peachey
- 1830–1859 – Henry Labouchere, wigowie
- 1830–1842 – Edward Thomas Bainbridge
- 1842–1852 – Thomas Edward Colebrooke
- 1852–1853 – Arthur Mills
- 1853–1857 – John William Ramsden
- 1857–1865 – Arthur Mills
- 1859–1865 – George Augustus Frederick Cavendish-Bentinck
- 1865–1880 – Alexander Charles Barclay
- 1865–1868 – lord William Hay
- 1868–1869 – Edward William Cox
- 1869–1885 – Henry James, Partia Liberalna
- 1880–1882 – William Palliser
- 1882–1885 – Samuel Allsopp, Partia Konserwatywna

### Deputowani po 1885
- 1885–1887 – Samuel Allsopp, Partia Konserwatywna
- 1887–1895 – Alfred Allsopp, Partia Konserwatywna
- 1895–1906 – Alfred Welby, Partia Konserwatywna
- 1906–1909 – Edward Boyle, Partia Konserwatywna
- 1909–1912 – William Peel, Partia Konserwatywna
- 1912–1918 – Gilbert Wills, Partia Konserwatywna
- 1918–1921 – Dennis Boles, Partia Konserwatywna
- 1921–1922 – Arthur Griffith-Boscawen, Partia Konserwatywna
- 1922–1924 – John Hope Simpson, Partia Liberalna
- 1924–1935 – Andrew Gault, Partia Konserwatywna
- 1935–1945 – Edward Wickham, Partia Konserwatywna
- 1945–1950 – Victor Collins, Partia Pracy
- 1950–1956 – Henry Hopkinson, Partia Konserwatywna
- 1956–1987 – Edward du Cann, Partia Konserwatywna
- 1987–1997 – David Nicholson, Partia Konserwatywna
- 1997–2001 – Jackie Ballard, Liberalni Demokraci
- 2001–2005 – Adrian John Flook, Partia Konserwatywna
- 2005 – Jeremy Browne, Liberalni Demokraci